# Mastova

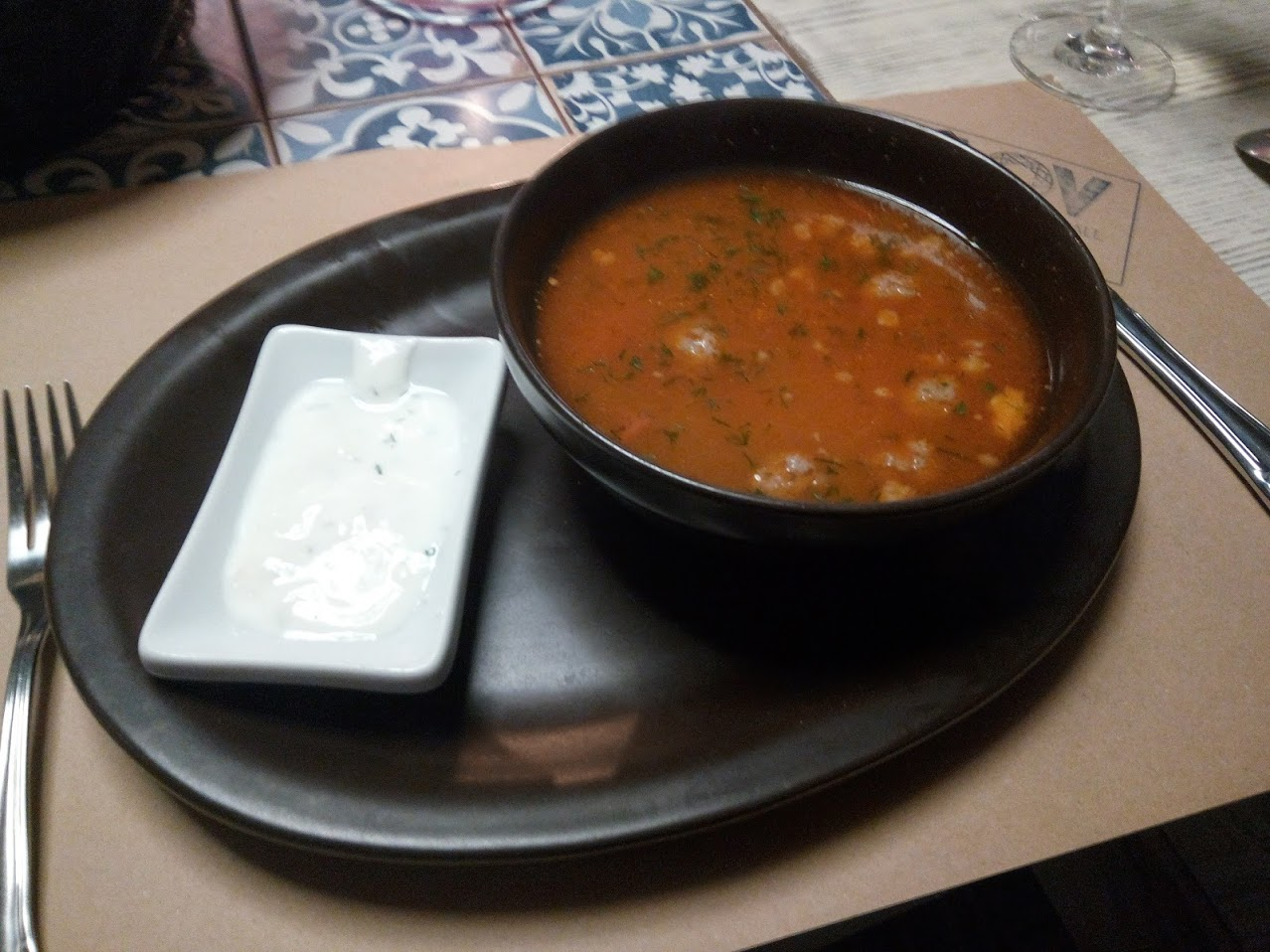

Mastova (auch Mastoba kyrillisch: Мастава' genannt) ist eine Art von Suppe, ein traditionelles usbekisches Gericht. Manchmal wird es auch als flüssiger Pilaw bezeichnet.
Die Suppe wird immer nach der Bratmethode zubereitet, die für die zentralasiatische Küche typisch ist, ähnlich wie einige Arten von Schurpa, und unterscheidet sich grundlegend von letzterer durch die Verwendung von Reis. Mastova kann nur aus Reis und Gemüse zubereitet werden, aber es ist üblich, die Suppe in Fleischbrühe zu kochen.
Während des Zubereitungsprozesses wird das Fleisch, normalerweise Lammfleisch (Lammrippchen), zuerst in einem Qozon (qazan: Traditioneller orientalischer Kessel aus Gussmetall mit halbrundem Boden zum Kochen), oft in Pflanzenöl, bei starker Hitze angebraten. Anschließend werden Karotten und Zwiebeln zum Fleisch gegeben. Die Zubereitung erfolgt nach dem Prinzip des zentralasiatischen Pilaw-Gerichts. Es ist auch möglich, andere Wurzelgemüse wie Rüben hinzuzufügen. Häufig werden Tomaten und/oder Tomatenmark zum Zirvak hinzugefügt. Sobald der Zirvak fertig ist, wird er mit Wasser aufgegossen und gewaschener Reis sowie in der Regel Kartoffeln hinzugefügt.
Bei der Zubereitung von Mastova werden verschiedene Gewürze verwendet, wie zum Beispiel Kreuzkümmel, Estragon, roter Pfeffer, schwarzer Pfeffer, Basilikum, Petersilie, Koriander, Berberitzenbeeren usw. Vor dem Servieren kann Mastova erneut mit Gewürzen, Kräutern, zerdrücktem Knoblauch und schließlich einer kleinen Menge Katyk (kyrillisch: Катык; fermentiertes Milchprodukt, ähnlich Joghurt) verfeinert werden.

## Geschichte
Die Geschichte der Entstehung von Mastava, wie die vieler anderer traditioneller Gerichte, kann nicht immer genau festgestellt werden. Sie ist mit der reichen kulinarischen Kultur Usbekistans verbunden, die sich über viele Jahrhunderte entwickelt hat.
Mastava hat ihre Wurzeln in der Küche der zentralasiatischen Völker, und ihr Rezept wurde im Laufe der Zeit weiterentwickelt und von Generation zu Generation weitergegeben. Das Gericht entwickelte sich unter Bedingungen, in denen verfügbare Zutaten und Zubereitungsmethoden je nach Jahreszeit, regionalen Besonderheiten und Vorlieben variierten.
Mastava wurde als Nahrungsmittel entwickelt, um den Bedarf an Nährstoffen und Energie in den Bedingungen eines harten Klimas und anspruchsvoller landwirtschaftlicher Tätigkeiten zu decken. Es kombiniert Fleisch, Reis und Gemüse und bietet eine reiche und ausgewogene Palette an Nährstoffen.
Traditionell wurde Mastava über offenem Feuer zubereitet, in einem sogenannten Tandur oder Qozon, was dem Gericht einen besonderen Geschmack und Aroma verlieh. Die Methoden des Anbratens und Mischens der Zutaten unter Verwendung verschiedener Gewürze und Kräuter entwickelten sich ebenfalls allmählich weiter und wurden verbessert.
Im Laufe der Zeit wurde Mastava zu einem integralen Bestandteil der usbekischen Küche und wurde mit Feiertagen, Familientreffen und besonderen Anlässen in Verbindung gebracht. Ihr Rezept und die Zubereitungsmethoden können in verschiedenen Regionen und Familien leicht variieren und bewahren die Einzigartigkeit und Individualität jeder Variante.
So ist Mastava das Ergebnis der Evolution und kreativen Entwicklung kulinarischer Traditionen, die sich über viele Jahrhunderte in Usbekistan und der Region Zentralasien gebildet haben. Es spiegelt den Reichtum und die jahrhundertealte Geschichte der Küche dieser Region wider.